# あわくら温泉駅
あわくら温泉駅（あわくらおんせんえき）は、岡山県英田郡西粟倉村影石にある、智頭急行智頭線の駅である。当駅は岡山県では最東端に位置する駅である。

## 歴史
智頭線の当初の工事実施計画上の駅名は「影石」であった。

### 年表
- 1994年（平成6年）12月3日：智頭線開業と同時に設置[1][2]。

## 駅構造
島式ホーム1面2線を持つ盛土高架駅。線路西側に待合室およびトイレを備えた駅舎があるが、ホームへは駅舎を介さずに直接入る。ホーム上における出入り口は智頭寄りに設置。無人駅であり、自動券売機等の乗車券購入設備はない。

### のりば
| 番線 | 路線    | 方向 | 行先                       |
| ---- | ------- | ---- | -------------------------- |
| 1・2 | ■智頭線 | 下り | 智頭・鳥取・倉吉方面       |
| 1・2 | ■智頭線 | 上り | 上郡・大阪・京都・岡山方面 |

付記事項
- 1番のりばを上下本線、2番のりばを上下副本線とした一線スルーとなっており、通常は上下線とも1番のりばに発着する。
- 2番のりばは列車交換および通過列車待ち合わせの場合のみ使われる（普通列車同士の交換の場合は、智頭方面行きが1番のりば、上郡方面行きが2番のりばに入る）。

## 利用状況
| 1日乗降人員推移 | 1日乗降人員推移 |
| 年度            | 1日平均人数     |
| --------------- | --------------- |
| 2018年          | 15              |

## 駅周辺
駅東側を国道373号が通っており、それに沿って民家や個人商店が所々に建つ。かつては駅北側に影石小学校があったが、1999年3月に廃校となった。道の駅や高速道路のインターチェンジは駅南側、西粟倉コンベンションホールやあわくら温泉は駅西側にある。
- あわくら温泉
- 鳥取自動車道西粟倉インターチェンジ
- 国道373号
- 道の駅あわくらんど
- 西粟倉コンベンションホール（全天候型ゲートボール場）

## 隣の駅
智頭急行
■智頭線
西粟倉駅 - あわくら温泉駅 - 山郷駅